# Vezzano Ligure
Vezzano Ligure es una comune italiana de la provincia de La Spezia, región de Liguria, con una población estimada, al 31 de diciembre de 2020, de 7.170 habitantes.

## Evolución demográfica
| Gráfica de evolución demográfica de Vezzano Ligure entre 1861 y 2001 |
|                                                                      |
| Fuente ISTAT - elaboración gráfica de Wikipedia                      |